# Deutsche Fernsehlotterie

Aktuelles Logo (seit 2017)

Logo seit 9. Mai 2012

Logo bis 8. Mai 2012

Die Deutsche Fernsehlotterie, früher ARD-Fernsehlotterie „Ein Platz an der Sonne“, ist eine gemeinnützige, soziale Lotterie im Auftrag der ARD und der kommunalen Spitzenverbände zugunsten hilfsbedürftiger Menschen, die 1956 gegründet wurde.
Die Mitspieler nehmen durch den Kauf von nummerierten Losen jeweils an Haupt-, Wochen- und Prämienverlosungen teil. Als Gewinne werden Geldpreise (Festbeträge gestaffelt von 10 bis 1,5 Mio. Euro), Sachpreise (Häuser, Autos), Reisen oder monatliche „Sofortrenten“ ausgespielt. Die Deutsche Fernsehlotterie hat die Aufgabe, durch den Losverkauf möglichst viele Geldmittel einzuspielen. Die Einspielerlöse werden zu ca. 40 Prozent (satzungsgemäß mindestens 30 Prozent) als Reinerlös dem Deutschen Hilfswerk für die Förderung sozialer Maßnahmen zur Verfügung gestellt. Etwa 31 Prozent (satzungsgemäß mindestens 30 Prozent) sind Ausschüttungen von Gewinnen, rund 17 Prozent werden als Lotteriesteuer abgeführt und circa 12 Prozent werden für Organisation, Verwaltung und Werbung eingesetzt. Veranstalter ist die Deutsche Fernsehlotterie gemeinnützige GmbH mit Sitz in Hamburg. Geschäftsführer ist derzeit Christian Kipper.

## Geschichte

### 1948 bis 1988
Die Deutsche Fernsehlotterie hat ihre Wurzeln in der Zeit der Berliner Blockade von 1948. Damals flogen die sogenannten Rosinenbomber der Alliierten, später dann die drei Fluggesellschaften Pan Am, Air France und British European Airways Kinder aus dem isolierten West-Berlin nach Westdeutschland aus, damit diese dort ein paar erholsame Ferienwochen auf dem Lande unter dem Motto Ein Platz an der Sonne erleben konnten.
Ab 1956 wurde diese Hilfsaktion vom Ersten Deutschen Fernsehen unterstützt, indem die Losziehung erstmals am 28. April unter dem Motto Ferienplätze für Berliner Kinder im noch jungen Medium Fernsehen übertragen wurde. Dies war die Geburtsstunde der ARD-Fernsehlotterie. Als ihr Gründervater gilt Jochen Richert, damals Pressesprecher des Hilfswerks Berlin. Von ihm stammt auch der Slogan der Ziehung „Mit 5 Mark sind Sie dabei“. Beteiligt an der Entstehung der Fernsehlotterie waren darüber hinaus Ruprecht Essberger und Volker Starke. Unter der Schirmherrschaft des Bundespräsidenten Theodor Heuss spielte die Fernsehlotterie unter dem Titel Die Glückskarosse im Jahr 1959 umgerechnet 1,8 Millionen Euro für die Deutsche Künstlerhilfe ein.
Aufgrund der ständig wachsenden Beliebtheit und des Erfolgs der Lotterie wurde 1960 die Deutsche Fernsehlotterie GmbH gegründet, die auf gemeinnütziger Basis seither die Fernsehlotterie organisiert. Nachdem anfänglich vor allem Kindern geholfen wurde, dehnte man die Empfängergruppe ab 1959 auch auf kranke und ältere Menschen aus.
Im Jahr 1961 wurde die damals größte Lostrommel der Welt, der sogenannte Glückswirbel in Betrieb genommen. Es wurden bei einem Umsatz von rund 14 Mio. DM rund 2,8 Mio. Teilnehmer gezählt.
Die Einnahmen der Fernsehlotterie wuchsen immer weiter. Von 1956 bis 1966 stellte die Fernsehlotterie dem Hilfswerk Berlin, dem Kuratorium Deutsche Altershilfe und der Deutschen Künstlerhilfe insgesamt 153 Millionen DM (78,2 Mio. Euro) zur Verfügung. Die Millionen-Erlöse mussten schließlich nach bestimmten Förderrichtlinien an soziale Projekte vergeben werden. Dazu wurde 1967 die Stiftung des privaten Rechts Deutsches Hilfswerk mit Sitz in Hamburg gegründet, die organisatorisch eng mit der Fernsehlotterie verbunden ist. Der Bundespräsident hat die Schirmherrschaft über diese Stiftung übernommen. Initiatoren waren der NDR als federführende Rundfunkanstalt der ARD und die Bundesvereinigung der kommunalen Spitzenverbände. Die Stiftung dient der Verteilung des Reinerlöses der Lotterie unter allen Altersgruppen in allen Regionen Deutschlands.
Inzwischen fördert die ARD-Fernsehlotterie über das Deutsche Hilfswerk auch Senioren- und Behinderteneinrichtungen, Hospize, heilpädagogische und Reha-Einrichtungen, Sozialstationen sowie soziale Träger der Kinder- und Jugendhilfe u. a. m. Im Kuratorium und im Vorstand des Deutschen Hilfswerks sind neben der ARD, den kommunalen Spitzenverbänden, dem Senat von Berlin und dem Senat der Freien und Hansestadt Hamburg auch Vertreter der Spitzenverbände der Freien Wohlfahrtspflege vertreten. Sie alle wirken an den Entscheidungen zur Förderung sozialer Projekte und Maßnahmen mit.

#### Partnerstädte
Seit 1971 unterstützten viele deutsche Städte die ARD-Fernsehlotterie. Den Auftakt hierzu machte die Stadt Wolfsburg. Unter dem Motto „Ein Platz an der Sonne“ organisierten die Städte Flohmärkte und Prominenten-Fußballspiele, veranstalten Konzerte und Straßenfeste. Gedenkmedaillen wurden geprägt und verkauft (z. B. in Bochum und Hannover).
Partnerstädte der ARD-Fernsehlotterie
- 1971 Wolfsburg
- 1974 Würzburg
- 1987 Lingen

### Seit 1989
Im Jahr 1989 wurde die Fernsehlotterie unter dem Namen Die Goldene Eins erstmals das ganze Jahr über durchgeführt. Moderator der Sendung war zunächst bis 1996 Max Schautzer, von 1996 bis 2002 dann Ingo Dubinski, ein früherer Moderator aus dem Jugendprogramm des DDR-Fernsehens. 1997 fand in Leipzig die erste große Veranstaltung in einem neuen Bundesland statt.
Im Januar 2003 wurde der Name Die Goldene 1 wieder durch den ursprünglichen Titel ARD-Fernsehlotterie Ein Platz an der Sonne ersetzt. Der Showmaster Frank Elstner übernahm die öffentliche Rolle des Botschafters der ARD-Fernsehlotterie und moderierte die dazugehörige NDR-Show Einfach Millionär!. Im Jahr 2006 feierte die ARD-Fernsehlotterie ihr 50-jähriges Jubiläum, sie ist damit die traditionsreichste Fernsehlotterie der Welt.
Im Mai 2012 benannte sich die „ARD-Fernsehlotterie“ in „Deutsche Fernsehlotterie“ um und trennte sich damit auch vom langjährigen Slogan Ein Platz an der Sonne.

#### Kritik wegen Werbevertrag mit Monica Lierhaus
Ab März 2011 wurde die Journalistin und Fernsehmoderatorin Monica Lierhaus Botschafterin der Fernsehlotterie. Im Februar 2011 gab Der Spiegel das Honorar auf 450.000 Euro an, später soll sich das Gehalt erhöhen. Dies wird aus dem Werbeetat der Fernsehlotterie bezahlt. Die Honorarhöhe wurde von der ARD und von der Lotterie weder bestätigt noch dementiert. Die Höhe des angeblichen Honorars führte zu Unmut und zahlreichen Abonnement-Kündigungen. Mario Czipull, Sprecher der Fernsehlotterie, sagte der Hannoverschen Allgemeinen Zeitung, die Fernsehlotterie verzeichne seit dem Bekanntwerden dieses Werbevertrags eine Vielzahl an Kündigungen von Abonnenten, die deutlich über der durchschnittlichen Zahl der Abgänge liege. Czipull bestätigte, dass viele Kündigungen mit den Beträgen begründet werden, die in der Öffentlichkeit diskutiert werden. Im Oktober 2013 wurde bekannt gegeben, dass ab Januar 2014 keine prominenten Botschafter mehr auftreten.

## Produkte
- Einzel-Los zur Teilnahme an einer Hauptziehung und sechs Wochenziehungen aber ohne Prämienziehungen
- Kombi-Los mit variablem Lospreis bis zur maximalen Teilnahme an 8 Haupt- und 48 Wochenziehungen ohne Prämienziehungen
- Jetzt-geht’s-Los zur Teilnahme an 9 Haupt- und allen 54 Wochenziehungen (ohne Prämienziehungen) zum halben Lospreis gegenüber dem Jahres-Los und dadurch auch nur 50-Prozent-Gewinnbeteiligung
- Jahres-Los zur Teilnahme an 9 Haupt- und allen 54 Wochenziehungen ohne Prämienziehungen
- Dauer-Los, wie Jahres-Los, nur mit dauerhafter Teilnahme bis zur Kündigung des Teilnehmers
- Mega-Los zur Teilnahme an 9 Haupt-, 54 Wochen- und 52 Prämienziehungen sowie Sonderziehungen

## Lieder der ARD-Fernsehlotterie
Die ARD-Fernsehlotterie wurde anfangs nur über eine Zeit von meist vier Monaten veranstaltet. Zwischen den Hauptziehungen fanden die Wochenziehungen und sonstige Veranstaltungen statt, in denen u. a. Stars wie Heidi Kabel, Willy Millowitsch und Freddy Quinn in Gastrollen auftraten. Dazu gab es regelmäßig ausgestrahlte kurze Werbefilme, an denen auch bekannte Künstler der damaligen Zeit, wie beispielsweise die Volksschauspieler Otto Lüthje und Henry Vahl, teilnahmen. Die Lotterie wurde jährlich von einem Lied der ARD-Fernsehlotterie begleitet, das Sendungen und Veranstaltungen repräsentieren sollte. Die Lieder nahmen im weitesten Sinne die Thematik der Lotterie auf. Jährliche Lieder gab es zunächst bis 1989. Zumeist von bekannten Schlagersängern gesungen, wurden die Titel teilweise zu großen Erfolgen für ihre Interpreten.
Seit 1989 wird die Lotterie das ganze Jahr veranstaltet. Die monatliche Sendung der ARD trug die Bezeichnung Die goldene Eins. In dieser von Moderator Ingo Dubinski (davor Max Schautzer) geleiteten Sendung traten Künstler der Unterhaltungsbranche in einer Hitparade auf. Ein besonderes Lied der ARD-Fernsehlotterie gab es daher nicht mehr. 1999, 2001 und 2003 wurde die Tradition der Lieder jedoch wieder neu belebt. Im Jahr 2003 wurde das Lied anlässlich einer Galaveranstaltung von den Zuschauern im ARD-Fernsehprogramm unter mehreren Wettbewerbstiteln ausgewählt.

### Übersicht
| Jahr | Titel                                               | Interpret                                      |
| ---- | --------------------------------------------------- | ---------------------------------------------- |
| 1958 | Kleine Leute, große Reise                           | Schöneberger Sängerknaben                      |
| 1959 | Hätt ich doch einen Wagen                           | Frank Forster                                  |
| 1960 | Ich fahr’ mit dir und du mit mir                    | Maria und Franco Duval                         |
| 1961 | Mach’s doch so wie Aladin                           | Willy Hagara                                   |
| 1962 | Fortuna-Melodie                                     | Orchester Béla Sanders                         |
| 1963 | Junge Herzen haben Sehnsucht                        | Bully Buhlan und die Schöneberger Sängerknaben |
| 1964 | Bald klopft das Glück auch mal an deine Tür         | Gerhard Wendland                               |
| 1965 | Miteinander, füreinander                            | Lawrence Winters                               |
| 1966 | So schön, so leicht, kann unser Leben sein          | Vico Torriani                                  |
| 1967 | Schmiede dein Glück                                 | Lolita                                         |
| 1968 | Deine Welt, meine Welt                              | Freddy Quinn                                   |
| 1969 | Wie schön ist diese Welt                            | Anneliese Rothenberger                         |
| 1970 | Ich hab geträumt, das Glück kam heut zu mir         | Roy Black                                      |
| 1971 | Zeig mir den Platz an der Sonne                     | Udo Jürgens                                    |
| 1972 | Hans im Glück                                       | Mireille Mathieu                               |
| 1973 | Aber deine Ruhe findest du trotz alledem nicht mehr | Reinhard Mey                                   |
| 1974 | Der Weg zum Glück ist frei                          | Olivia Molina                                  |
| 1975 | Das ganz große Glück                                | René Kollo                                     |
| 1976 | Ein Lied für alle, die einsam sind                  | Udo Jürgens                                    |
| 1977 | Du bist mein Hauptgewinn                            | Rudi Carrell                                   |
| 1978 | Schalt mal dein Herz auf Empfang                    | Michael Schanze                                |
| 1979 | Zweimal Glück und zurück                            | Salvatore Adamo                                |
| 1980 | Ist das nichts?                                     | Udo Jürgens                                    |
| 1981 | Mach dir das Leben doch schön                       | Tony Marshall                                  |
| 1982 | Und die Sonne wird wieder scheinen                  | Karel Gott                                     |
| 1983 | Sonnenschein – Glücklichsein                        | Heino                                          |
| 1984 | Worauf wartest du?                                  | Freddy Quinn                                   |
| 1985 | Gib dem Glück eine Chance                           | Heinz Schenk                                   |
| 1986 | Mensch sag doch einfach „Na und“                    | Katja Ebstein                                  |
| 1987 | Unser Land                                          | Marianne und Michael                           |
| 1988 | Lasst uns singen                                    | Fischer-Chöre                                  |
| 1999 | Ganz weit vorn                                      | Roland Kaiser                                  |
| 2000 | You’re welcome                                      | Billie Fleck                                   |
| 2001 | Ein Platz an der Sonne                              | Die Jungen Tenöre                              |
| 2003 | Das Lied vom Glück                                  | Johannes Kalpers                               |